# Захоплення заручників у Сіднеї
33°52′05″ пд. ш. 151°12′40″ сх. д. / 33.86795° пд. ш. 151.211048° сх. д.
Захоплення заручників у Сіднеї — терористичний акт, що відбувся 15—16 грудня 2014 року, в ході якого стрілок Мен Хамон Моніс взяв у заручники десять відвідувачів і вісім працівників шоколадного кафе Lindt у будівлі APA на Мартін-Плейс у Сіднеї, Австралія. На той момент поліція розглядала цю подію як терористичну атаку, однак мотиви Моніса стали об'єктом дискусії. Утім, висновки коронера у 2017 році стверджують, що тут мав місце терористичний напад.
Теракт призвів до 16-годинного протистояння, після чого всередині пролунав постріл, а поліцейські з підрозділу тактичних операцій увірвалися в кафе. Моніс убив менеджера кафе Торі Джонсона, а адвокатка Катріна Доусон загинула від рикошету поліцейської кулі під час рейду. Моніс був також убитий. У ході рейду внаслідок поліцейської стрілянини поранення отримали троє заручників і поліцейський.
Під час теракту поліція зазнала критики за те, що попередньо не вживала активних заходів, за загибель заручників та за відсутність перемовин з терористом. Одна з заручниць Марсія Міхаель звернулася до радіостанції 2GB і заявила: «Вони не вели переговори, вони нічого не робили. Вони залишили нас тут помирати».
На початку подій було помічено заручників з чорним ісламським прапором у вікні кафе зі зображенням символом віри шагада. Спочатку більшість ЗМІ сприйняли його за прапор Ісламської держави (ІД); однак згодом Моніс почав вимагати принести йому прапор ІД. Він також безуспішно намагався поговорити з прем'єр-міністром Австралії Тоні Ебботтом у прямому ефірі по радіо. Еббот охарактеризував Моніса як «політичну мотивацію», однак у кінці була дана оцінка, що нападник був «дуже незвичним випадком — рідкісним поєднанням екстремізму, проблем з психічним здоров'ям і простої злочинності».
Після теракту мусульманські групи виступили зі спільною заявою, в якій засудили інцидент, у місті провели поминальні служби в найближчих до місця теракту кафедральному соборі Сент-Мері та церкві Святого Джеймса. В інших кафе Lindt були розміщені книги співчуття, а місцеве населення перетворило Мартін-Плейс у «поле квітів». Внаслідок рейду кафе Martin Place Lindt був сильно пошкоджений, згодом був зачинений на реставрацію і повторно відкрився у березні 2015 року.